# Mk 45 5インチ砲
Mk.45 5インチ砲は、アメリカ海軍の艦砲システム。54口径5インチ（127 mm）砲Mk.19（5"/54 Caliber Gun Mark 19）または62口径5インチ砲Mk.36（5"/62 Caliber Gun Mark 36）を軽量の単装砲塔と組み合わせた両用砲である。

## 来歴
アメリカ海軍は、1934年に38口径12.7 cm砲（Mk.12 5インチ砲）を制式化し、駆逐艦級艦艇の主砲、あるいは大型艦の副砲/対空砲として広く搭載した。第二次世界大戦後期に至ると、対空兵器を艦種にかかわらず、遠距離用として38口径12.7 cm砲（方位盤はMk.37）、中距離用として56口径40 mm機関砲（方位盤はMk.51）、近距離での最終防御用として70口径20 mm機銃（照準器はMk.14）の3種類に統一し、縦深的な防空網を構築した。
その一方で、38口径12.7 cm砲の後継となる新型対空砲の開発も進められており、まず長砲身化した54口径12.7 cm単装砲（Mk.39 5インチ砲）が実用化されたものの、アメリカ海軍での搭載艦はミッドウェイ級航空母艦のみとなった。続いて、同様の長砲身を踏襲しつつ、揚弾薬作業の機械化によって発射速度の向上を図った54口径127 mm単装速射砲（Mk.42 5インチ砲）が開発され、経空脅威の深刻化を背景として、1950年代以降、航空母艦や巡洋艦、駆逐艦、護衛駆逐艦に広く搭載された。
Mk.42 5インチ砲は毎分40発という高い発射速度を誇ったものの、これを実現するために揚弾薬・装填機構は複雑化し、所要人員も多く、砲システムの重量容積も増大していた。一方ヨーロッパでは、1960年代より、砲塔の無人化を図った軽量自動砲の開発が盛んになっていた。アメリカ海軍もこの趨勢にあわせて、1964年、FMC社 (FMC Corporation) に新型軽量自動砲の開発を発注した。これによって開発されたのが本砲である。
開発は1968年に完了し、同年12月より実験艦「ノートン・サウンド」での試験を受けて、1967年度計画のカリフォルニア級原子力ミサイル・フリゲート（DLGN）より装備化された。

## 設計
前任のMk.42 5インチ砲は艦隊の主力対空砲として期待されたために高発射速度を追求したのに対し、1960年代の時点では、既に対空兵器の主力は艦対空ミサイルに移行しつつあったことから、本砲では対空射撃は副次的な任務としてあまり重視されず、むしろ対水上・対地艦砲射撃が主体とされた。これに伴い、Mk.42では2組が設置されていた揚弾薬機構は1基のみとされており、発射速度は毎分20発、即応弾も20発と、いずれも半減した。また最大仰角も、Mk.42では85度であったのに対し、本砲では65度とされている。
一方、このようなスペックダウンに伴って、揚弾薬・装填機構や砲塔の駆動機構は簡素化され、軽量化が実現するとともに、信頼性も向上した。砲塔重量は、Mk.42のなかでは軽量型と位置付けられるMod.10でも63.9トンであったのに対し、本砲では24トンとなっている。砲塔は耐水構造のアルミニウム合金製で、自動装填により完全無人化されている。砲盾は、通常型のMk.63と、ステルス性に配慮したMk.63 mod.1の2種類がある。
砲そのものはMk.19と称されており、Mk.42で採用されていたMk.18と同じ54口径127 mm砲だが、砲身命数は、Mk.18砲では3,070発だったのに対し、Mk.19砲では7,000発とされている。砲口初速は、新品状態で808メートル毎秒、砲身命数の中間時期で762メートル毎秒とされる。またその後、62口径長に長砲身化したMk.36 mod.4が開発され、Mk.45 mod.4で採用された。
砲の操作要員は合計6名で、管制室には砲台長とコントロールパネル操作員、下部給弾室に給弾員4名が配置されている。管制室には、砲の操作・給弾をコントロールする電源パネル（EP-1）、コントロール・パネル（EP-2）、テスト・パネル（EP-3）の3基が配置されている。
砲弾は先行するMk.42と同様のものを使用する。Mod.1では誘導砲弾の採用を計画したが、実現しなかった。またMod.4では射程93キロメートル以上を狙ったERGM (Extended Range Guided Munition) 誘導砲弾も開発されていたものの、これも2008年に頓挫した。その後、BAEシステムズ社は射程100キロ級のMS-SGP（Multi Service - Standard Guided Projectile）誘導砲弾を開発したほか、射程93キロながらAGS 155mm砲や開発中のレールガンとも共用化したHVP（Hypervelocity Projectile）の開発も進められている。

### 派生型
Mod 0
原型砲。
Mod 1
信管調定装置を機械式から電子式に変更したほか、誘導砲弾の使用にも対応したが、肝心の誘導砲弾は装備化されなかった。1977年より生産が開始され、1982年より量産に入った。
Mod 2
Mod 1の国外輸出版。ただし、アメリカ海軍でも使用。
Mod 3
管制システムを更新するとともに砲身を62口径長に延長したバージョン。実用化されなかった。
Mod 4
62口径長のMk.36 mod.4砲を採用したバージョン。また多くの場合、砲盾もMk.63 mod.1に更新されている。ただし既存の砲との相互運用性も重視されており、図面の85パーセントはそのままで、システムの90パーセントが共用化されている。

## 比較
|          | AGS       | H/PJ-45  | A-192M     | Mk45 Mod 4 | 127mm/54C  | Mk8 Mod 1  | Mle.68   | 76mm C/SR                   | Mk110      |
| -------- | --------- | -------- | ---------- | ---------- | ---------- | ---------- | -------- | --------------------------- | ---------- |
| 砲身数   | 単装      | 単装     | 単装       | 単装       | 単装       | 単装       | 単装     | 単装                        | 単装       |
| 口径     | 155 mm    | 130 mm   | 130 mm     | 127 mm     | 127 mm     | 113 mm     | 100 mm   | 76 mm                       | 57 mm      |
| 砲身長   | 62口径    | 70口径   | 70口径     | 62口径     | 54口径     | 55口径     | 55口径   | 62口径                      | 70口径     |
| 重量     | 106 t     | 50 t     | 24 t       | 28.924 t   | 37.5 t     | 26.4 t     | 22 t     | 12 t                        | 7.5 t      |
| 要員数   | 完全自動  | 不明     | 5名以下    | 6名        | 2-8名      | 給弾手2名  | 無人     | 給弾手3名                   | 完全自動   |
| 仰俯範囲 | +70°/ -5° | 不明     | +80°/ -15° | +65°/ -15° | +83°/ -15° | +55°/ -10° | +29°     | +85°/ -15°                  | +77°/ -10° |
| 旋回範囲 | 全周      | 不明     | 不明       | 340°       | 330°       | 340°       | 40°      | 全周                        | 全周       |
| 発射速度 | 10発/分   | 40発/分  | 30発/分    | 16-20発/分 | 45発/分    | 25発/分    | 78発/分  | 80発/分（C） 120発/分（SR） | 220発/分   |
| 冷却方式 | 水冷      | 水冷     | 不明       | 空冷       | 水冷       | 空冷       | 水冷     | 水冷                        | 水冷       |
| 最大射程 | 118,000 m | 29,500 m | 23,000 m   | 37,000 m   | 23,000 m   | 21,950 m   | 17,000 m | 18,400 m                    | 21,000 m   |

## 採用艦艇

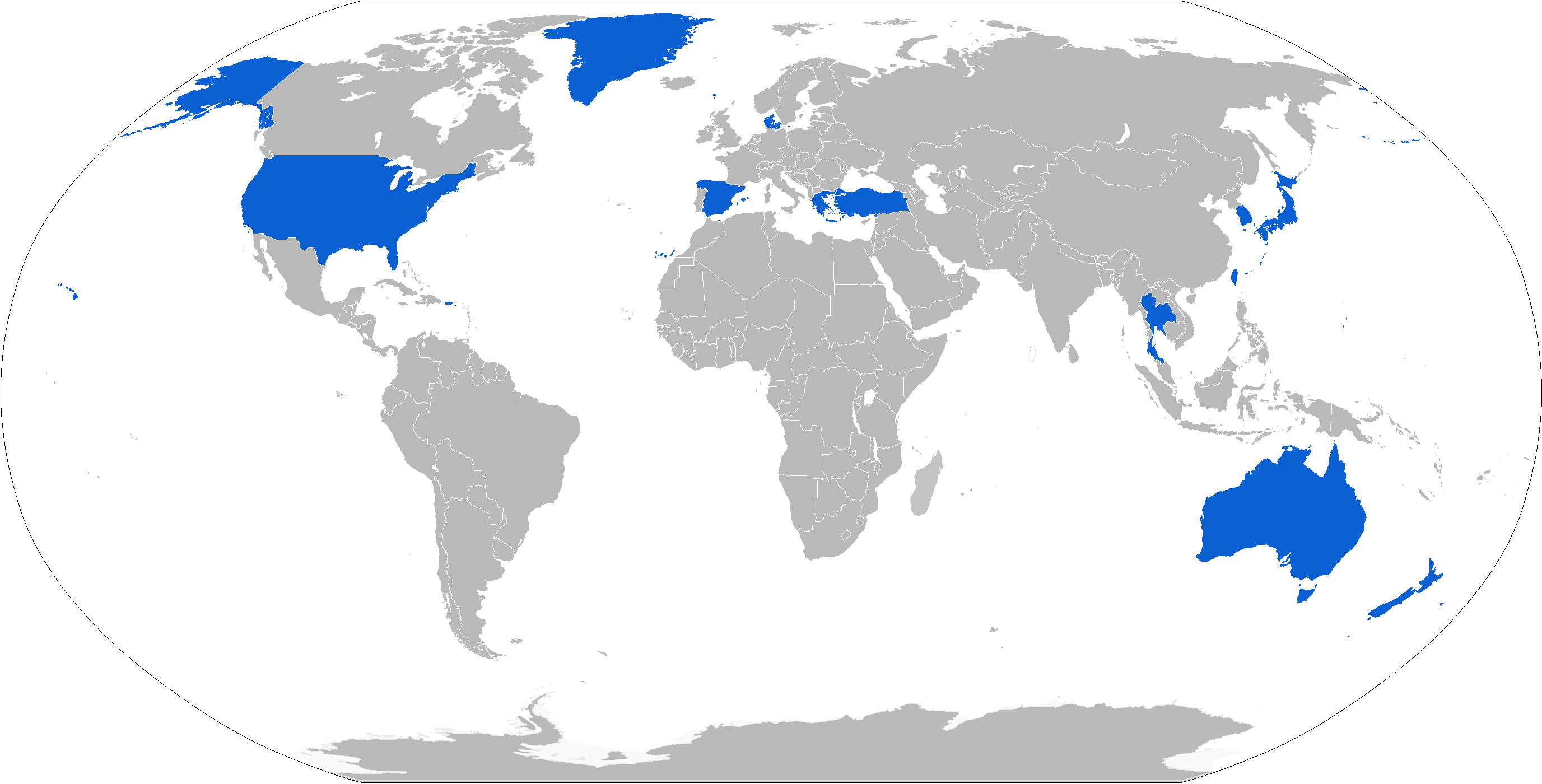
採用国

### Mod 0
アメリカ海軍
- カリフォルニア級原子力ミサイル巡洋艦
- スプルーアンス級駆逐艦
- バージニア級原子力ミサイル巡洋艦
- タラワ級強襲揚陸艦

### Mod 1
アメリカ海軍
- タイコンデロガ級ミサイル巡洋艦
- キッド級ミサイル駆逐艦

 中華民国海軍
- 基隆級（キッド級改装型）駆逐艦

 トルコ海軍
- ヤウズ級フリゲート

### Mod 2
アメリカ海軍
- タイコンデロガ級ミサイル巡洋艦
- アーレイ・バーク級ミサイル駆逐艦

 オーストラリア海軍
- アンザック級フリゲート

 ギリシャ海軍
- イドラ級フリゲート

 スペイン海軍
- アルバロ・デ・バサン級フリゲート

 タイ海軍
- ナレースワン級フリゲート

 デンマーク海軍
- アブサロン級多目的支援艦

 トルコ海軍
- バルバロス級/サーリヒレイス級フリゲート

### Mod 4
アメリカ海軍
- タイコンデロガ級ミサイル巡洋艦
- アーレイ・バーク級ミサイル駆逐艦
- DDG(X)

 イギリス海軍
- 26型フリゲート

 オーストラリア海軍
- ホバート級駆逐艦
- ハンター級フリゲート

 海上自衛隊
- あたご型護衛艦
- あきづき型護衛艦
- あさひ型護衛艦
- まや型護衛艦
- もがみ型護衛艦
- イージス・システム搭載艦
- 新型FFM

 大韓民国海軍
- 李舜臣級駆逐艦
- 世宗大王級駆逐艦
- 仁川級フリゲート
- 大邱級フリゲート

## 登場作品

### 映画・テレビドラマ
『GODZILLA ゴジラ』
アーレイ・バーク級ミサイル駆逐艦に搭載されているものが、ゴジラに対して至近距離で使用される。
『ザ・ラストシップ』
架空のアーレイ・バーク級ミサイル駆逐艦「DDG-151 ネイサン・ジェームズ」の搭載兵器としてMod 4が登場。対空戦闘や対水上戦闘のほか、精密艦砲射撃に使用される。
『バトルシップ』
アーレイ・バーク級ミサイル駆逐艦「ジョン・ポール・ジョーンズ」「サンプソン」、こんごう型護衛艦「みょうこう」（CGモデルはあたご型護衛艦）に搭載されているMod 4が、エイリアンとの戦闘に使用される。エイリアンの電波妨害によりレーダーを使った射撃ができないため、手動操作による光学照準射撃を行った。また、艦内に侵入したエイリアンのパワードスーツに対して零距離射撃を行った。

### アニメ・漫画
『ゴジラ S.P ＜シンギュラポイント＞』
あきづき型護衛艦およびあさひ型護衛艦に搭載されたものが、こんごう型護衛艦「きりしま」に搭載された54口径127mm単装速射砲とともに東京湾内を目指すマンダの群れに艦砲射撃を行い、7体以上を撃破する。
『戦闘妖精・雪風』
タイコンデロガ級ミサイル巡洋艦に搭載されているものが、超空間通路から飛び出したジャム機に対して使用される。
『名探偵コナン 絶海の探偵』
架空のあたご型護衛艦「ほたか」の搭載兵器としてMod 4が登場。公開演習用の対空戦闘訓練内で使用されるほか、終盤にて、江戸川コナンがスパイXを捕まえるために活用する。
エンドロールでは、「あたご」に搭載された実物のMod 4による砲撃シーンが実写で映されている。

### 小説
『日本国召喚』
あきづき型護衛艦「すずつき」に搭載されたものが、パーパルディア皇国皇軍の戦列艦とワイバーンロードへの攻撃に使用される。漫画版でも「すずつき」がロウリア王国海軍の木造帆船に使用している。
『征途』
イージス・システム搭載艦となった護衛艦「やまと」に搭載されている他、スプルーアンス級駆逐艦が湾岸戦争中、空母ミッドウェイをめぐる戦いで対空火器として使用している。

### ゲーム
『Modern Warships』
アメリカ海軍や海上自衛隊艦艇などの初期装備としてMod2およびMod4が登場。

### その他
『ウェポン・フロントライン 海上自衛隊 イージス 日本を護る最強の盾』
海上自衛隊の全面協力で、あたご型護衛艦「あたご」・あきづき型護衛艦「てるづき」に搭載された実物のMod 4による射撃シーンが映されている。